# Playa de La Muralla
La Muralla es una playa de El Puerto de Santa María (provincia de Cádiz, Andalucía, España), la más resguardada de las playas de esta localidad andaluza.

## Localización
Al pie del acantilado del antiguo castillo de Santa Catalina (del siglo XVI), que en 2017 sufrió un desprendimiento.
Cercana a Puerto Sherry, que ocupó parte de la playa. De arenas finas de color dorado.

## Datos
- Longitud de la playa: 350 m
- Anchura media: 50 m
- Pendiente media: 3%

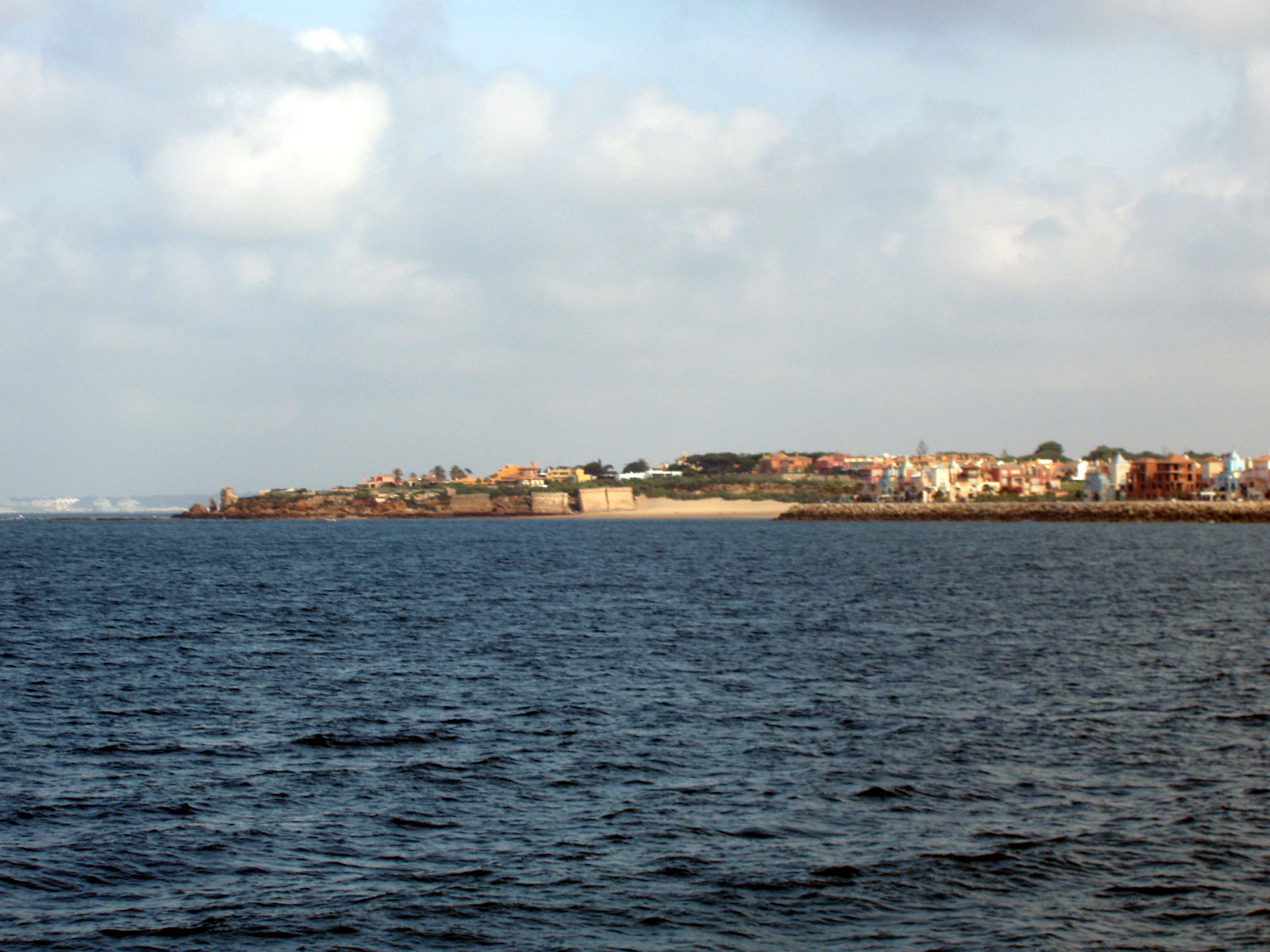
La playa vista desde mar adentro.

- Tipo de Arena: Arena aportada – color dorada
- Dispositivos: Servicios Higiénico-Sanitarios, Duchas